# 유원선
유원선(柳原宣, 1992년 12월 2일 ~ )은 KBO 리그 전 KIA 타이거즈의 포수이다.

## 아마추어 시절
초등학교 4학년 때 도봉리틀야구단(현 강북리틀야구단)에서 테스트를 받고 야구를 시작하였다. 외야수로 시작하였으나 중학교 입학 후 포수로 포지션을 옮겼다. 가정 형편이 어려워 1년 동안 일본의 오카야마에 야구장학생으로 있다가 2009년 충암고등학교 유니폼을 입었다. 충암고는 대통령배 대회에서 4강에 올랐고 무등기 대회에서 준우승을 했다. 유원선은 주전 포수이자 4번 타자로 활약했다.

## 삼성 라이온즈시절
2011년 삼성 라이온즈의 7라운드(전체 52순위) 지명을 받아 입단했다. 진갑용을 이을 차세대 포수로 기대를 받았으나 2011년 2군에서 28경기에 출장해 17타수 4안타 1득점 타율 0.235를 기록했고, 2012년에는 대수비로 겨우 2군 1경기에만 출장했다. 결국 단 한번도 1군에 출장하지 못하고 2년 간 2군에서도 이렇다 할 활약을 하지 못하여 결국 방출되었다.

## KT 위즈시절
2013년 수원시를 연고로 한 KT 위즈의 1차 트라이아웃에는 합격한 후, 10월 18일 최종 트라이아웃 합격자 명단에 들게 됨으로써 KT 위즈의 창단 멤버 중 한 명이 되었다.

## KIA 타이거즈시절
2015년 KIA 타이거즈 육성선수로 등록했다.

## 출신 학교
- 서울안평초등학교
- 영남중학교
- 충암고등학교